# Bobigny
Bobigny város Franciaország Île-de-France régiójában, Seine-Saint-Denis megye székhelye (prefektúra). Lakosainak száma 55 270 fő (2022. január 1.). Bobigny Drancy, Pantin, La Courneuve, Bondy, Noisy-le-Sec és Romainville községekkel határos.
Vasútállomása Gare de Bobigny.

## Népesség
A település népességének változása:
| Lakosok száma | 49 802 | 51 716 | 52 633 | 53 640 | 54 272 | 54 363 | 54 906 | 55 056 | 55 270 |
|               | 2013   | 2015   | 2016   | 2017   | 2018   | 2019   | 2020   | 2021   | 2022   |